# سانت أندريه
سانت أندريه (بالفرنسية: Saint-André)‏ هي خامس أكبر بلدية في لا ريونيون الفرنسية. تقع في الجزء الشمالي الشرقي من جزيرة ريونيون. تقع البحيرة الصغيرة إيتانغ دي بوا روج في البلدية.